# Вештица из Блера 2: Књига сенки
Вештица из Блера 2: Књига сенки (енгл. Book of Shadows: Blair Witch 2) амерички је хорор филм из 2000. године, редитеља и сценаристе Џоа Берлинџера, са Ким Директор, Џефријем Донованом и Ериком Лирсен у главним улогама. Представља мета-наставак филма Пројекат вештице из Блера, који је остварио огроман успех годину дана раније.
Иако је на крилима успеха свог претходника успео да оствари комерцијални успех од продаје улазница, филм је добио катастрофалне критике и многи га сматрају једним од најлошијих наставака хорор филмова у историји. Добио је Фангоријину награду за најгори филм године. Године 2016. објављен је филм Повратак вештице из Блера, који представља директан наставак оригиналног филма и нема повезаности са другим делом.

## Радња
У новембру 1999, под утицајем филма Пројекат вештице из Блера, завладала је масовна хистерија о постојању праве вештице из Блера. Многи гледаоци веровали су да је снимак приказан у филму аутентичан.
Група туриста и фанова Пројекта вештице из Блера упутило се у Буркитсвил, где је филм сниман, како би истражили митологију и феномене тог места. Уместо тога, они се суочавају са сопственом неурозом, а можда и са самом вештицом...

## Улоге
| Глумац               | Улога                 |
| -------------------- | --------------------- |
| Џефри Донован        | Џефри Патерсон        |
| Ерика Лирсен         | Ерика Гирсон          |
| Стивен Баркер Тарнер | Стивен Рајан Паркер   |
| Ким Директор         | Ким Дајмонд           |
| Тристин Скајлер      | Тристен Рајлер        |
| Лани Флахерти        | шериф Роналд Крејвенс |
| Лорен Халси          | Ејлин Трикл           |
| Рејнор Шејн          | Растин Пар            |
| Кенен Сиско          | Пеги                  |
| Кевин Мари           | доктор                |
| Роџер Иберт (арх)    | самог себе            |